# 葉嘉瑩
葉 嘉瑩（よう かえい、1924年7月2日〈甲子年6月1日〉 - 2024年11月24日〈甲辰年10月24日〉）は、カナダの中国文学者、詩人、詞人、作家、教育者。号は迦陵。

## 略年譜
- 1924年7月、中華民国京都特別市（現：北京市）にて出生。父は葉廷元（字は舜庸）、北京大学英文系卒業、中国航空公司人事科長[1]。母は李玉潔（字は立方）[1]。

- 1933年、北平の篤志小学に入学。卒業後、北平市立二女中に入学。

- 1941年、輔仁大学国文系専攻の修士課程に現役合格し入学、師は顧随[2]。同年9月に母が死去。

- 1948年、夫に連れられ台湾に移住[3]。国立台湾大学専職教授。淡江大学、輔仁大学兼職教授。

- 1966年、米国ハーバード大学、ミシガン州立大学客座教授。

- 1969年、一家でカナダバンクーバーに移る。カナダ国籍を取得。ブリティッシュコロンビア大学終身教授。

- 1974年、中華人民共和国を訪問。『祖国行』を発表。

- 1978年-1989年、北京大学、南開大学、天津大学、南京大学、復旦大学、四川大学、雲南大学、湖北大学、湘潭大学、武漢大学、遼寧大学、遼寧師範大学、黒竜江大学、蘭州大学、新疆大学等講学[4]。

- 1990年、カナダ王立協会フェロー選出。

- 1991年、比較文学研究所を創立（のち中華古典文化研究所に改名）、所長・博士学生指導教員。駝庵賞学金と永言学術活動基金創設。

- 1999年10月1日、中華人民共和国建国五十週年会議に出席。

- 2015年10月18日、アルバータ大学名誉文学博士号を贈られる[5]。

- 2024年11月24日の午後に死去。100歳没[6][7]。

## 著書
- (中国語) 『迦陵講演集』. 北京市: 北京大学出版社. (2015年5月1日)

- (中国語) 『葉嘉瑩説陶淵明飲酒及擬古詩』. 北京市: 中華書局. (2015年1月1日). ISBN 9787101100143

- (中国語) 『迦陵著作集』. (2014年11月1日)

- (中国語) 『葉嘉瑩説初盛唐詩』. 北京市: 中華書局. (2015年1月1日). ISBN 9787101100013

- (中国語) 『葉嘉瑩説中晩唐詩』. 北京市: 中華書局. (2015年1月1日). ISBN 9787101100389

- (中国語) 『葉嘉瑩説漢魏六朝詩』. 北京市: 中華書局. (2015年1月1日). ISBN 9787101100129

- (中国語) 『人間詞話七講』. 北京市: 中華書局. (2015年1月1日). ISBN 9787101100112

- (中国語) 『荷花五講』. 北京市: 商務印書館. (2015年9月1日). ISBN 9787100113656

- (中国語) 『葉嘉瑩説阮籍詠懐詩』. 北京市: 中華書局. (2012年5月1日). ISBN 9787101052336

- (中国語) 『給孩子の古詩詞』. 北京市: 中信出版社. (2015年9月1日). ISBN 9787508654768

- (中国語) 『小詞大雅——葉嘉瑩説詞の修養と境界』. 北京市: 北京大学出版社. (2015年3月1日). ISBN 9787301256008

- (中国語) 『紅蕖留夢——葉嘉瑩談詩憶往』. 北京市: 三聯書店. (2013年5月1日). ISBN 9787108041302

## 家族
- 父：葉廷元
- 母：李玉潔
- 夫：趙東蓀